# Kapela Tornabuoni
Kapela Tornabuoni (italijansko Cappella Tornabuoni) je glavna kapela (ali prezbiterij) v cerkvi Santa Maria Novella v Firencah v Italiji. Znana je po obsežnem in dobro ohranjenem ciklu fresk na svojih stenah, ene najbolj popolnih v mestu, ki jih je ustvaril Domenico Ghirlandaio in njegova delavnica med letoma 1485 in 1490.

## Zgodovina
Glavno kapelo Santa Maria Novella je sredi 14. stoletja prvič poslikal Andrea Orcagna. Ostanki teh fresk so bili najdeni med restavriranjem v 1940-ih: večinoma v oboku, so bile figure iz Stare zaveze. Nekatere od njih so bile samostojne in jih je danes mogoče videti v muzeju cerkve.
Do konca 15. stoletja so bile Orcagnove freske v slabem stanju. Sassetti, bogata in močna florentinska družina, ki so bili bankirji Medičejcev, je že dolgo imela pravico do okrasitve glavnega oltarja kapele, stene in kor pa so bili dodeljeni družini Ricci. Vendar si Ricciji leta 1348 niso nikoli opomogli od bankrota in so zato uredili prodajo svojih pravic za kor Sassettijem. Francesco Sassetti je želel, da nove freske prikazujejo zgodbe svetega Frančiška Asiškega; vendar so dominikanci, ki jim je bila zaupana Santa Maria Novella, to zavrnili. Sassettiji je zato naročilo preselili v cerkev Santa Trinita, kjer je Ghirlandaio izvršil eno od svojih mojstrskih del, kapelo Sassetti. Pravice do kapele v Santa Maria Novelli, ki so jo Sassetti izgubili, so Ricciji nato prodali Giovanniju Tornabuoniju.
Ghirlandaio, ki je imel takrat največjo delavnico v Firencah, pa ni izgubil naročila, ker mu je 1. septembra 1485 Giovanni Tornabuoni naročil poslikati glavno kapelo, tokrat z življenjem Device in sv. Janeza Krstnika, zavetnik Tornabuonijev in mesta Firence. Mogoče je, da so novi prizori sledili istemu vzorcu kot Orcagnijevi.
Ghirlandaio je delal freske od leta 1485 do 1490, s sodelovanjem svojih delavcev umetnikov, ki so bili njegova brata Davide in Benedetto, svak Sebastian Mainardi in verjetno mlad Michelangelo.
Okna so bila izvedena tudi po Ghirlandaiovem načrtu. Kompleks je dokončala oltarna slika, ki prikazuje Doječo Marijo v slavi z angelom in svetniki, z dvema stranskima paneloma s sv. Katarino Siensko in sv. Lovrencom. Na rektoju je bilo naslikano Kristusovo vstajenje. To delo je zdaj razdeljeno med muzeja Gemäldegalerie, Berlin in Alte Pinakothek v Münchnu.

## Struktura cikla
Cikel prikazuje na treh stenah Življenje Device in Življenje svetega Janeza Krstnika, zaščitnika Firenc. Obe, leva in desna stena, imata po tri registre, vsak pa je razdeljen na dve pravokotni sceni, uokvirjeni s fiktivno arhitekturo in nad njo je nadgrajena velika luneta. Vsaka stranska stena ima skupaj sedem pripovednih prizorov, ki se berejo od spodaj.
V steni prezbiterija je veliko zamaknjeno okno s tremi lučmi z vitrajem, ki ga je leta 1492 po zasnovi Ghirlandaia zagotovil Alessandro Agolanti. Na spodnjem delu stene je donatorski portret Giovannija Tornabuonija in njegove žene Francesce Pitti, na obeh straneh okna pa so štirje manjši prizori, ki prikazujejo dominikanske svetnike. Nad oknom je še ena velika luneta, ki vsebuje kronanje Device. V oboku so upodobljeni Štirje evangelisti.
| Življenje Blažene Device Prizori so na levi strani kapele: 1. Izgon Joahima iz templja 2. Marijino rojstvo 3. Marijina predstavitev v templju 4. Marijina poroka 5. Oznanjenje (osrednja stena, na sredini levo) 6. Jezusovo rojstvo (Poklon sv. Treh kraljev) 7. Pokol nedolžnih 8. Smrt in Marijino vnebovzetje (luneta) 9. Marijino kronanje (luneta na osrednji steni) | Življenje sv. Janeza Krstnika Prizori na desni strani kapele so: 1. Prikazovanje angela Zahariji 2. Obisk 3. Rojstvo Krstnika 4. Zaharija zapiše ime svojega sina 5. Sv. Janez pridiga v puščavi (osrednja stena, sredina desne) 6. Propoved Krstnika 7. Jezusov krst 8. Herod Antipa \| Herod]]ov banket (lunette) |

| Dominikanski svetniki in donatorja Prizorišča zgornjega in spodnjega nivoja osrednje stene so: 1. Sveti Dominik preizkusi knjige v ognju 2. Ubijanje sv. Petra mučenca 3. Pokrovitelj Giovanni Tornabuoni 4. Pokroviteljica, njegova žena Francesca Pitti | Štirje Evangelisti Na oboku so prikazani: 1. Janez Evangelist 2. Sveti Matej 3. Sveti Luka 4. Sveti Marko |

## Prizori iz življenja Device Marije

### Izgon Joachima
Prva epizoda predstavlja izgon Joahima, Marijinega očeta, iz Jeruzalemskega templja. Poteka slovesnost, na kateri več figur nosi jagnjeta za žrtvovanje. Vendar je Joahimu zaradi domnevne sterilnosti prepovedana udeležba.
Ghirlandaio je sceno postavil v razkošno ložo tlorisa grškega križa, z zaporedjem lokov v ozadju in osmerokotnim oltarjem na sredini, kjer je prižgan žrtveni ogenj. Liki so osvetljeni od zgoraj, kot da bi padala naravna svetloba iz pravih oken kapele.
Dve skupini florentinskih ljudi, ki predstavljajo prebivalstvo, sta prikazani ob straneh scene. Nosijo sodobna modna oblačila (za katera so freske znani vir), za razliko od glavnih svetopisemskih osebnosti, ki nosijo običajni »ikonografski kostum«. Na levi strani se lahko dve osebi prepoznata kot Lorenzo Tornabuoni, sin pokrovitelja Ghirlandaia in Piero di Lorenzo de' Medici, nekdanji prijatelj. V desni skupini je avtoportret umetnika z nekaterimi svojci. Loža v ozadju bi lahko predstavljala Ospedale di San Paolo (bolnišnica sv. Pavla), ki je bila takrat v gradnji na istem trgu kot Santa Maria Novella. Dve zgradbi na straneh sta primer tipičnih stavb iz Firenc 15. stoletja, za katere sta značilna rustifikacija in zgornja loža.

### Marijino rojstvo
Drugi prizor predstavlja Marijino rojstvo, postavljeno v razkošni sobi z vloženo leseno ploščo, ki jo nadgradi friz v bas [relief (umetnost)|reliefu]] z glasbeniki putti in venec krilatih kerubinov. Prostor je razdeljen s slopi, okrašenimi z reliefi. Na levi strani, blizu vrat na vrhu stopnic, je simbolično prikazan zgodnji incident zgodbe, objem Ane in Joahima pri Zlatih vratih Jeruzalema.
Na desni se sv. Ana naslanja v posteljo, tri mlade ženske pa se pripravljajo na kopanje novorojene Marije. Medicinska sestra, ki zliva vodo v umivalnik, je edina figura v sobi, ki se hitro giblje. Njena vrfotajoča halja in vrteči se šal so ikonični motiv, ki ga najdemo v številnih slikah Ghirlandaia in drugih slikarjev in kiparjev tega obdobja. Pripravljena risba te ženske je ohranjena v kabinetu risb in tiskov v galeriji Uffizi.
Na obisk je prišlo več dobro oblečenih florentinskih dam. Prva plemenita ženska v procesiji, prikazana v profilu, je Ludovica, hči Giovannija Tornabuonija. Posebej opazno je upodabljanje veličastnih ženskih oblačil. Prizor velja za enega najbolje izvedenih v kapeli. Za razliko od prejšnjega prizora skoraj vsi portreti prikazujejo veliko skrbnost: izvedel jih je verjetno sam mojster, manj dobro izvedene pa so verjetno naslikali njegovi pomočniki.
Nad omarami v ozadju je napis: NATIVITAS TUA DEI GENITRIX VIRGO GAUDIUM ANNUNTIAVIT UNIVERSO MUNDO ('Tvoje rojstvo, oh Devica mati, je naznanilo veselje celotnemu vesolju'), medtem ko je v okrasju intarzije umetnik postavil svoj podpis : BIGHORDI (njegov pravi priimek, Bigordi) in GRILLANDAI (florentinska različica njegovega vzdevka).
Ta prizor, tako kot prejšnji, je realistično osvetljen, s frizom na desni v senci. Medtem ko ima večina prizorov v kapeli povsem simetrično razporeditev v svoji notranji arhitekturi in celo pozicioniranje figur, je ta slika izrazito asimetrična, slop pa jo na zlati sredini deli na dve območji. Ta asimetrična struktura jo povezuje s prizorom Obiska, v katerem je postavljena stena, ki na enak način razdeli slikovni prostor. Kljub temu pa je postavitev figur s sveto Ano v postelji in skupino, ki vstopa z leve, zrcalna slika Rojstvo Janeza, čeprav so te figure postavljene v veliko bolj običajni notranji prostor.

### Predstavitev v templju
Predstavitev je zapletena kompozicija s številnimi liki na različnih ravneh. V sredini se mlada Marija, ki drži knjigo, vzpne po tempeljskem stopnišču proti duhovniku, a gleda v gledalčevo smer. Njena nerodna drža naj bi morda nakazovala na njeno mladostno sramežljivost, a figura se zdi precej nerodna.
Vloga in pomen drugih figur, ki množijo klasične arhitekture prizora, še vedno deloma niso jasni. Ženske figure na desni, prikazane z opazno pozornostjo do detajlov, so verjetno portreti resničnih sodobnih žensk. Poleg njih sta sv. Ana in Joahim, ki se ju loči po svetniškem siju, ki kažeta na hčer Marijo. Dve mladi ženski, ki so ju naslikali sodelavci delavnice, hitijo iz templja.
Dve majhni figuri v centru spredaj nista bili identificirani. Lahko bi bili otroci, vendar imajo odrasle lastnosti. Predvideva se, da bodo, gledano od spodaj, pridobili bolj mladosten videz, zato bi njihov nenavadni prikaz lahko bil tehnični trik Ghirlandaia. Simbolična vloga golega moškega, ki sedi na stopnicah na desni, ni znana. Zraven njega sta še dva starca.

### Marijina poroka
Marijina poroka je postavljena v čudoviti renesančni arhitekturi, medtem ko je kompozicija prizora precej tradicionalna. V središču je tempeljski duhovnik z enakimi lastnostmi kot v Predstavitvi. Pečati zakonsko zvezo med Jožefom in Marijo. Ob straneh sta dve povorki, z moškimi na levi in ženskami na desni. Nekateri nekdanji, jezni na to, da si niso izbrali Marije, so prikazani med lomljenjem palic ali dviganjem pesti (zgodba, ki izvira iz apokrifnih legend o Marijinem življenju). Jožefov klub, ki je bil izbran za najbolj živahnega, je komaj viden čez ramo. Večina portretov je povzetek sloga, razen nekaj zelo skrbno izvedenih v bližini duhovnika.
Ni jasno, ali so krajše figure v obeh spodnjih kotih otroške ali imajo drugačen simbolni pomen.
V Gabinetto dei Disegni e Stampe v Uffiziju je ohranjena pripravljalna skica za ta prizor, v kateri duhovnika v središču ni.

### Poklon svetih Treh kraljev
Ta prizor je v več podrobnostih podoben različici v kapeli Sassetti (izdelal jo je tudi Ghirlandaio), na primer v ruševinah in hribih, ki jih prečka povorka Treh kraljev. Je najbolj poškodovan odsek cikla, saj je izgubil večji del zgornjega sloja ometa (italijansko intonaco) v osrednjem območju.
Marija in dete Jezus sta v središču, uokvirjena z lokom z napisom: CAES [AR] AUGUSTO XXXVIII AP. Trije kralji so fino izvedeni: zlasti mlajši na levi, ki že v znak spoštovanja snema krono.
Pav na loku je simbol Vstajenja. Možje na desni, katerih oblačila kažejo, da bi lahko bili tuji ambasadorji, so najverjetneje portreti sodobnikov Ghirlandaia. V povorki na desnem griču je mogoče videti žirafo, upodobljeno z opaznim realizmom (žirafa je bila Lorenzu de' Medici predstavljena in leta 1486 pripeljana v Firence).

### Pokol nedolžnih
Ta prizor je bil tisti, ki ga je Vasari v svoji biografiji Ghirlandaia zaradi njegove dramatične in mrzlične kompozicije ocenil za najboljšega v ciklu. Verjetno je bil Ghirlandaio navdihnjen s prizori starodavnih rimskih bas reliefov, kot so upodobljeni na loku v ozadju.
V ospredju sta dve materi, ki se borita za rešitev svojih dojenčkov. Leva pobegne konjeniku, ki z bodalom napade njenega otroka. Drugi, na desni, se oprijem vojaka, ki drži njenega otroka. Pomembne so žive barve in ganljivo oblikovanje oblačil.
Na tleh so trupla številnih otrok, ki krvavijo in z razrezanimi deli telesa. Zadaj na desni strani vojaki napadajo matere; eden od vojakov dramatično pade s svojega konja. V ozadju si več ljudi ogleduje prizor s teras, ki povezujejo obe stavbi ob straneh z osrednjim slavolokom.

### Smrt in Marijino vnebovzetje
Cikel na levi steni ima vrhunec v veliki luneti s prizorom smrti in vnebovzetja Device. Slikarska kakovost te slike je videti slabša od ostalih, kar kaže, da je Ghirlandaio večino izvajanja prepustil svoji delavnici.
Telo ostarele Device leži na trati, obkroženo z Dvanajstimi apostoli, ki ji v znak spoštovanja poljubljajo stopala, jokajo in molijo. Angeli držijo bakle, medtem ko eden od apostolov drži palmo, simbol vstajenja.
V zgornjem delu slike je spet prikazana Devica, mlada in privlačna, v mandorli, ki jo podpirajo angeli. Bog jo pozdravlja. V ozadju so hribi z gradovi, utrjena mesta in (na desni) vila, ki je vila Medici v Fiesoleu.
Zgodba o Mariji se konča v luneti osrednje stene s kronanjem Device.
Cikel se pridruži ciklu Janeza Krstnika na prizorišču Obiska.

## Prizori iz življenja sv. Janeza Krstnika

### Prikazovanje angela Zahariji
Tako kot drugi v spodnji steni je tudi ta prizor eden najboljših v ciklu. Biblijska epizoda prikazovanja angela Zahariji je prikazana znotraj veličastne renesančne cerkvene arhitekture. Zaharija je upodobljen pri oltarju v sredini, na levi strani se nenadoma pojavi nadangel Gabrijel, ki mu naznani, da bo dobil sina.
Na prizorišču je šest skupin likov na šestih različnih ravneh. Poleg skupine šestih deklet na desni so vsi portreti sodobnih florentinskih plemičev. Spodaj levo so renesančni humanisti, med njimi Cristoforo Landino (tisti s črnim ovratnikom) in Agnolo Poliziano (drugi z desne strani). Liki, ki stojijo na desni, so sorodniki zavetnika; za njimi je avtoportret Ghirlandaia (drugi z desne, poleg mladeniča z dolgimi lasmi, verjetno njegov sin ali brat, ki je prav tako prisoten v Joachimovem izgonu).
Napis na loku na levi strani slavi zaključek cikla (leta 1490) in ima citat Agnola Poliziana. Oltar v klasičnem slogu je podoben tistemu, ki ga je v svojem Oznanjenju naslikal Leonardo da Vinci.

### Obisk
Ta prizor prikazuje srečanje Marije s starejšo Elizabeto. Kompleksna kompozicija v središču je ključna epizoda, katere pomen krepijo konvergirajoče črte stene v perspektivi in grapa v ozadju. Za Elizabeto sta dve dekleti, na obeh straneh pa druge skupine žensk. Na desni strani so portreti sodobnikov: prvi v profilu je Giovanna degli Albizzi, ki se je poročila s sinom Giovannija Tornabuonija, Lorenzom. Vasari jo je napačno označil za Ginevra de 'Benci.
Lepo ozadje prikazuje vpliv klasične in flamske umetnosti na Ghirlandaio. Na desni je antična zgradba, medtem ko je mestna pokrajina na desni značilna za zgodnje holandsko slikarstvo. Balkon v sredini, kjer se stezata dva mladeniča, je verjetno sklicevanje na Jan van Eyckovo Madono kanclerja Rolina ali Rogeerja van der Weydena Sveti Luka slika Madonno. Še dve figuri sta upodobljeni, ki hodita navzgor ob ločitveni steni. Mesto je domišljijsko, a podrobnosti, kot sta firenški stolp Palazzo Vecchio in zvonik Santa Maria Novella, pa tudi rimski Kolosej, so iz prave stavbe.
V pogodbi Tornabuonija z Ghirlandaiom so bili izrecno zahtevani vsi elementi na tej sliki: pokrajina, mesto, živali, perspektiva, portreti in klasični elementi.

### Rojstvo Krstnika
Ta prizor je povezan s tistim v nasprotni steni Marijino rojstvo, s katero si deli kompozicijski element, ki ima posteljo postavljeno simetrično. Ta soba je manj razkošna, vendar še vedno verjetno prikazuje sobo bogatega florentinskega trgovca tistega časa.
Svetloba močno pada na figure v ospredju, druge pa so delno v senci. Elizabeta je na postelji upodobljena v mirni in veličastni drži, s knjigo v levi roki. Tako kot v drugem prizoru sta tudi dve medicinski sestri, naslikani z briljantnimi barvami, da bi pritegnili pozornost gledalca. Tri ženske, prav tako v ospredju, obiskujejo Elizabeth. Prva, razkošno oblečena, bi bila lahko sorodnica Tornabuonov. Od dveh drugih oseb je starejša najverjetneje Lucrezia Tornabuoni, Giovannijeva sestra, ki je pred kratkim umrla. Služabnica, ki vstopa z desne s košaro s sadjem na glavi, spominja tako na eno nimfo Botticellijeve Pomladi, kot na Salomo, ki jo je v stolnici Prato naslikal Filippino Lippi. V pripravljalnem risanju v Berlinskem Gemäldegalerie je služkinja v resnici Saloma, ki nosi Krstnikovo glavo.
Zanimiva je pozornost do domačih detajlov, kar znova kaže vpliv nizozemske šole na Ghirlandaia, ki so ga v Toskani občutili v tem obdobju: dve steklenici vina in voda, ki jih držislužkinja, okvir postelje z vazo in dve granatni jabolki nad posteljo.

### Zaharija zapiše Janezovo ime
Ta prizor prikazuje trenutek, ko Zaharija, ki je zdaj nem, zapiše ime svojega novega sina na list papirja. Postavljen je pod velikim portikom, ki se odpira nad čudovito pokrajino, ustvarjeno v skladu z zračno perspektivo.
Glavno prizorišče je na sredini, Zaharija pa sedi in gleda svojega sina, ki ga drži v roki Elizabeta. Figure na levi simetrično uravnoteži skupina dveh žensk na desni: ta kompozicija je otroku omogočila, da se je pojavil točno na sredini prizora, poravnan z osrednjim pilastrom portika. Za Zaharijo sta dva starca, medtem ko je od zadaj upodobljena mlajša figura, v sodobnih oblačilih.
Gabinetto delle Stampe e dei Disegni iz hiše Uzzi je na levi pripravljalna skica za ženske.

### Janez pridiga v puščavi
V tem prizoru je Janez Krstnik upodobljen v središču na skali, hkrati pa poučuje množico, ki tvori krog okoli njega. Nosi kameljo kožo, omenjeno v evangelijih in kaže na križ. Poslušalca Jezusa lahko vidimo na poti v zgornjem levem kotu.
Kot pogosto pri Ghirlandaiu je na levi skupina žensk. Še posebej zanimiva je ženska, ki sedi v središču in otrok ob Janezovih nogah.
Izvedba ostalih figur je precej prenagljena in najverjetneje umetnikove delavnice, kot tudi številne druge podrobnosti v prizorih zgornjih zidov kapele.

### Kristusov krst
Prizor krsta sledi tradicionalni shemi: na primer, gol moški je podoben Masacciovi Kapela družine Brancacci, medtem ko je Kristus podoben tabelni sliki Verrocchia in Leonarda v galeriji Uffizi.
Zanimiv je lik klečečega moža na desni strani, ki si snema čevlje, medtem ko z radovednostjo gleda na prizorišče, medtem ko se tradicionalno upodabljanje spet vidi pri Bogu, ki blagoslavlja med angeli, na zgornjem območju, ki je v kvazi poznogotskem slogu.
Čudovita pokrajina v ozadju je razdeljena z ostrogom, ki ustvarja okvir okoli Kristusove figure. Dva para figur ob straneh, spet nagnjeno naslikana, je po njegovem oblikovanju izvedla Ghirlandaiova delavnica.

### Herodov banket
Prizor Herodovega banketa zaključuje zgodbo svetega Janeza Krstnika. Postavljen je znotraj veličastne dvorane v klasičnem slogu s poslikanim slavolokom. Obok spominja na Maksencijevo baziliko v Rimu. Dve mizi ob straneh poudarjata perspektivo: ženske sedijo na levi, moški pa na desni. Za ženskami je skupina glasbenikov.
Za mizo v sredini je Herod, z odprtim oknom za seboj. V ospredju je upodobljena Saloma, ki pleše. Ostali moški (vključno s škratom) gledajo na levo stran, kjer hlapec preda Janezovo glavo Herodu. Moški v bližini ob pogledu naredi gesto gnusa. Prizorišče se zgleduje po delu Filippa Lippija v stolnici Prato, vendar je manj dramatične kakovosti; umetniško delo je najverjetneje skoraj v celoti zagotovila Ghirlandaiova delavnica.

## Centralna stena
Na srednji steni so prikazani naslednji prizori:
- kronanje Device in svetnikov (luneta)
- sv. Dominik preskusi knjige v ognju (št. 1 v vijolični barvi - glej sliko)
- Ubijanje svetega Petra mučenika (št. 2 v vijolici - glej sliko)
- Oznanjenje (# 5 v zeleni barvi - glej sliko)
- Sveti Janez v puščavi (# 5 v rdeči barvi - glej sliko). Ta slika prikazuje Janeza, ki se je v mladosti sprehodil po puščavi.
- Pokrovitelji v molitvi (št. 3 in št. 4 v vijolični barvi). To sta portreta obeh pokroviteljev, Giovannija Tornabuonija in njegove žene Francesce Pitti.

## Obok
V banjastem oboku so portreti štirih evangelistov; pišejo ali kažejo svoje delo (razen svetega Marka, ki reže z nožem svoje pero), ob strani z njihovimi simboli.
Glede na sliko so:
- sveti Janez evangelist (1 rumena)
- sveti Matej (2 rumena)
- sveti Luka (3 rumene)
- sveti Marko (4 rumene barve)

Kot v kapeli Sassetti so slike kljub oddaljenosti od gledalca zelo dobro izvedene, saj jih je v veliki meri naslikal sam Ghirlandaio. To je mogoče videti na primer v realističnem upodabljanju Lukovega vola.
- The Four Evangelists
- sv. Janez evangelist
- sv. Marko
- sv. Matej
- sv. Luka

## Kor in druga oprema
Veličasten lesen kor je v istem obdobju kot so bile naslikane freske, izklesal Baccio d'Agnolo (1485-1490). Dva od prizorov, svetega Janeza v puščavi in svetega Lovrenca, pripisujejo Filippinu Lippiju, ki je takrat delal v kapeli Filippo Strozzi v isti cerkvi. Kor je leta 1566 obnovil Vasari.
Oltar je neogotska stvaritev iz 19. stoletja. Križ je delo Giambologna, desna pashalna sveča pa je pripisan Pieru di Giovanni Tedescu (konec 14. stoletja); podoben levi je moderna reprodukcija.